# Лугано (аэропорт)

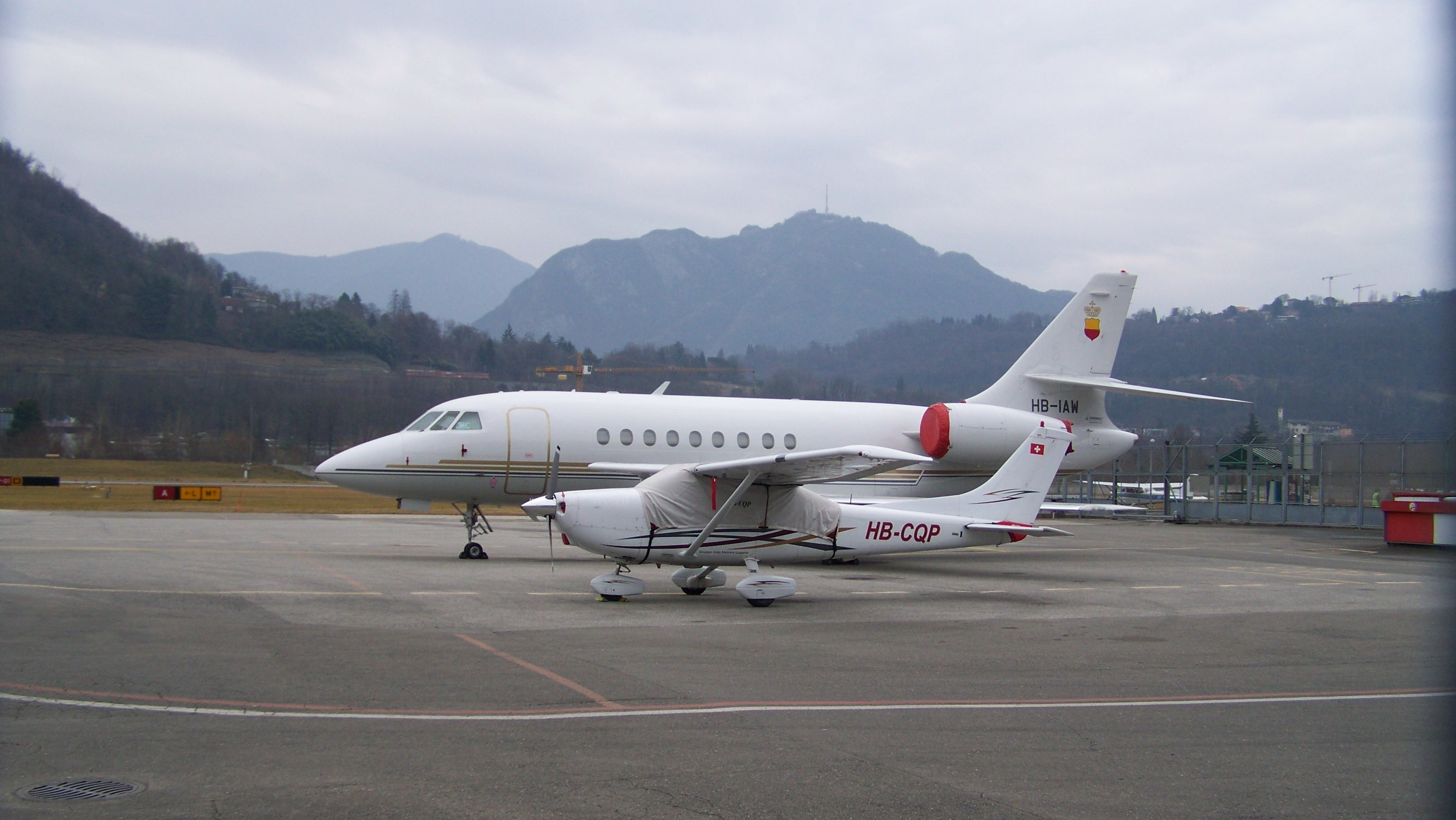
Самолёты в аэропорту Лугано

Региональный аэропорт Лугано (итал. Aeroporto di Lugano-Agno), (IATA: LUG, ICAO: LSZA) — швейцарский региональный аэропорт, расположенный в четырёх километрах от Лугано, Швейцария. Рядом с аэропортом расположена деревня Аньо, поэтому аэропорт часто называют Лугано-Аньо.